# Jean-André Barthélémy
Jean-André Barthélémy, né au Puy le 23 septembre 1742 et mort le 1er octobre 1817, est un homme politique français. 

## Biographie
Avocat au Puy au moment de la Révolution, il s'enrôla dans les canonniers volontaires du Puy, où il passa lieutenant.
Élu membre de la Convention en septembre 1792, il fut nommé quelques mois plus tard membre dit Directoire de la Haute-Loire, et, le 22 vendémiaire an IV, élu de nouveau, par le même département, au Conseil des Cinq-Cents. Il était depuis longtemps rentré dans l'obscurité, lorsque la loi du 12 janvier 1816 contre les régicides l'envoya en exil. Il se réfugia en Suisse, puis en Autriche.

## Sources
- « Jean-André Barthélémy », dans Adolphe Robert et Gaston Cougny, Dictionnaire des parlementaires français, Edgar Bourloton, 1889-1891 [détail de l’édition]